# Boston Consulting Group
Nhóm Tư vấn Boston (tiếng Anh: Boston Consulting Group), thường được gọi là BCG, là một công ty tư vấn quản trị thành lập năm 1963 và có trụ sở tại Boston, Massachusetts, Hoa Kỳ. Là thành viên của nhóm "Big Three" (cùng với McKinsey & Company và Bain & Company, tức ba công ty tư vấn chiến lược lớn nhất thế giới tính theo doanh thu), hiện BCG là công ty tư vấn quản lý lớn thứ 2 thế giới sau McKinsey. Kể từ năm 2021, công ty nằm dưới sự lãnh đạo của giám đốc người Đức là Christoph Schweizer.

## Lịch sử

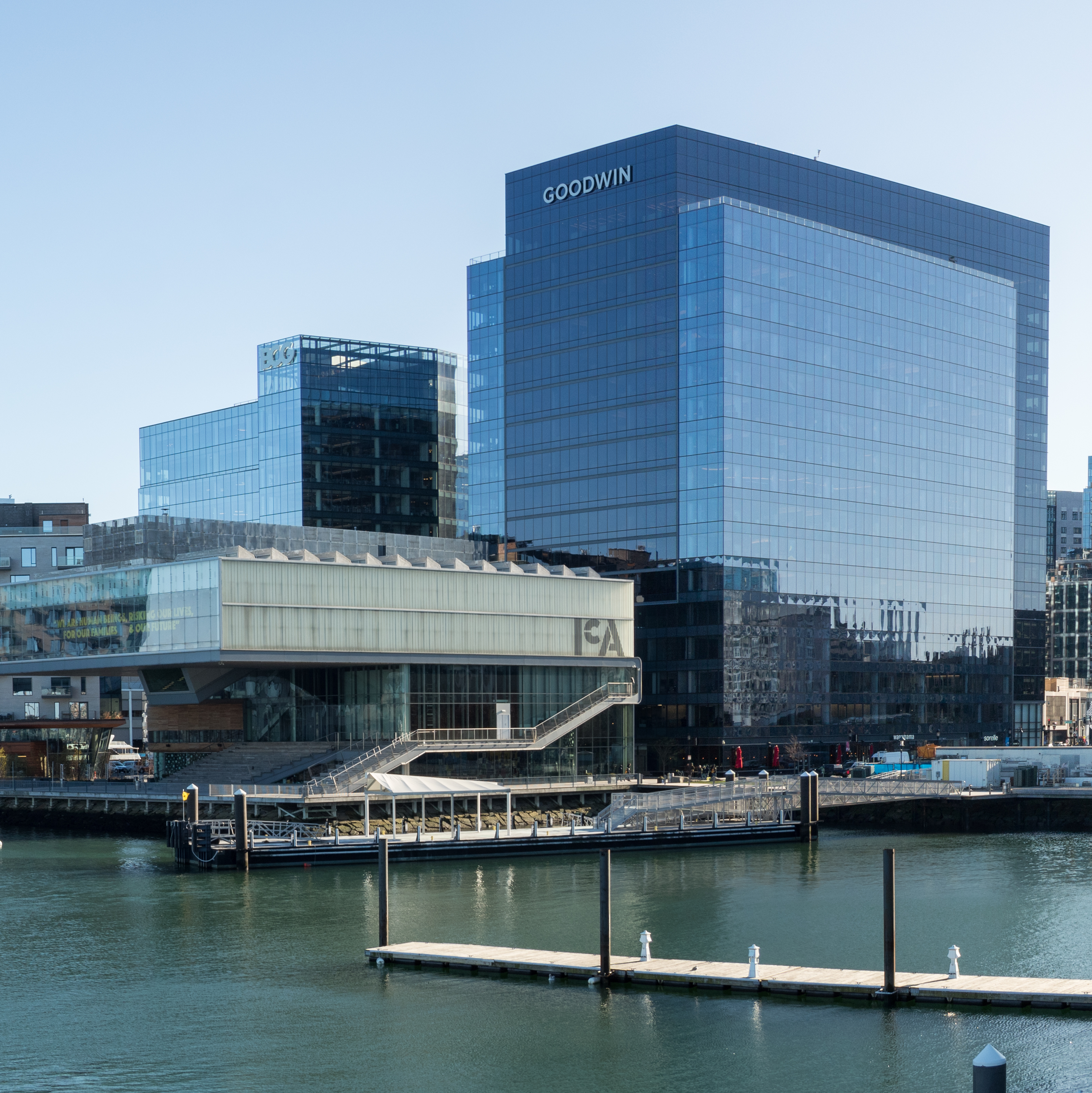
Trụ sở BCG tại cầu cảng Boston

Công ty được thành lập vào năm 1963, ban đầu là một chi nhánh của Công ty Tín thác và Quỹ Tiết kiệm Boston (BSDTC). Cựu nhân viên của Arthur D. Little khi đó là Bruce Henderson đã được BSDTC tuyển dụng để thành lập mảng tư vấn chiến lược nội bộ cho công ty này. Ban đầu, bộ phận chỉ tư vấn cho khách hàng của ngân hàng, với hóa đơn cho tháng đầu tiên chỉ vỏn vẹn 500 đô la Mỹ. Tuy nhiên, đến năm 1966, BCG đã mở văn phòng thứ hai tại Tokyo, Nhật Bản.
Năm 1967, Henderson gặp Bill Bain và mời ông gia nhập vào năm 1967 với mức lương khởi điểm 17.000 đô la mỗi năm. Vào đầu những năm 1970, trong nội bộ của BCG, Bain được xem là người kế vị trong trường hợp Henderson nghỉ hưu. Tuy nhiên, vào năm 1973, Bain đã từ chức khỏi BCG để thành lập công ty tư vấn chiến lược của riêng mình là Bain & Company, sau này trở thành công ty tư vấn lớn thứ 3 thế giới và là thành viên của Nhóm Big 3 cùng với McKinsey và BCG.
Năm 1974, Henderson đã lên kế hoạch mua lại cổ phiếu thông qua nhân viên nhằm đưa BCG độc lập khỏi công ty mẹ lúc bấy giờ là BSDTC. Việc mua lại toàn bộ cổ phiếu được hoàn tất vào năm 1979.

## Ma trận Boston
Vào những năm 1970, BCG đã tạo ra "ma trận tăng trưởng - thị phần", một biểu đồ để giúp các tập đoàn lớn quyết định cách phân bổ tiền mặt giữa các đơn vị kinh doanh của họ. Nó trở thành một mô hình kinh doanh kinh điển nhằm xác định chu trình sống của một sản phẩm. Ma trận được sử dụng nhiều trong việc nghiên cứu marketing, thương hiệu, sản phẩm, quản trị chiến lược và phân tích danh mục đầu tư.

## Các danh mục kinh doanh khác

### BCG Digital Ventures
BCG Digital Ventures hợp tác với các công ty để nghiên cứu, thiết kế và tung ra các sản phẩm và dịch vụ mới. Ware2Go (nền tảng hậu cần được phát triển với United Parcel Service), Tracr (trình theo dõi chuỗi cung ứng dựa trên blockchain được phát triển với De Beers) và OpenSC (trình theo dõi chuỗi cung ứng được phát triển với World Wide Fund for Nature) là các dự án được BCGDV hỗ trợ.